# Talavera Club de Fútbol
El Talavera Club de Fútbol fou un club de futbol de Castella-La Manxa, de la ciutat de Talavera de la Reina.

## Història
Els primers clubs de futbol de la ciutat daten del 1921, entre els quals destacà el Club Deportivo Ebora. L'any 1929, amb la intenció de crear un club potent a la ciutat, diversos clubs de la mateixa es fusionen donant vida al Club Deportivo Talavera, que desapareixerà en arribar la Guerra Civil.
El Talavera Club de Fútbol va ser fundat l'any 1948 a partir d'un altre club fundat poc abans anomenat Club Deportivo San Prudencio. Ha rebut les següents denominacions:
- Club Deportivo San Prudencio de Educación y Descanso (1948-1958)
- Club Deportivo San Prudencio (1958-1962)
- Club Deportivo Talavera (1962-1966)
- Talavera Club de Fútbol (1966-2010)

No és fins a la temporada 1974-1975 que el club ascendeix a Tercera Divisió i fins a la 1982-1983 que puja a Segona Divisió B. L'agost de 2010 el club fou dissolt per problemes econòmics, amb un deute de més de 2 milions d'euros, ocupant el seu lloc a la lliga el Tomelloso CF.

## Dades del club
- Temporades a Primera Divisió: 0
- Temporades a Segona Divisió: 0
- Temporades a Segona Divisió B: 18
- Temporades a Tercera Divisió: 30
- Millor posició a la lliga: 2n (Segona Divisió B, temporada 96-97)
- Pitjor posició a la lliga: 16è (Segona Divisió B, temporades 99-00 i 04-05)

## Palmarès
- Lliga de Tercera Divisió (2): 1991, 1993